# Люрак
Люрак  (Llorac) — сільська громада та село в комарці Конка-де-Барбера в провінції Таррагона в Каталонії, Іспанія.
До складу муніципалітету входять поселення Льорак, Раурік, Ла-Чірера, Альбіо та Монтарґуль.
Двічі на день автобусний маршрут між Барселоною та Гімерою проходить через муніципалітет.
Господарська діяльність включає вирощування зернових культур, мигдалю та винограду. Гарроча та інші сири виробляють в Альбіо.